# Episodi di Doom Patrol (prima stagione)
La prima stagione della serie televisiva Doom Patrol, composta da 15 episodi, è stata distribuita sul servizio streaming DC Universe dal 15 febbraio al 24 maggio 2019.
In Italia la stagione è stata interamente distribuita il 7 ottobre 2019 su Prime Video.
| nº | Titolo             | Pubblicazione USA | Pubblicazione Italia |
| -- | ------------------ | ----------------- | -------------------- |
| 1  | Pilot              | 15 febbraio 2019  | 7 Ottobre 2019       |
| 2  | Donkey Patrol      | 22 febbraio 2019  | 7 Ottobre 2019       |
| 3  | Puppet Patrol      | 1º marzo 2019     | 7 Ottobre 2019       |
| 4  | Cult Patrol        | 8 marzo 2019      | 7 Ottobre 2019       |
| 5  | Paw Patrol         | 15 marzo 2019     | 7 Ottobre 2019       |
| 6  | Doom Patrol Patrol | 22 marzo 2019     | 7 Ottobre 2019       |
| 7  | Therapy Patrol     | 29 marzo 2019     | 7 Ottobre 2019       |
| 8  | Danny Patrol       | 5 aprile 2019     | 7 Ottobre 2019       |
| 9  | Jane Patrol        | 12 aprile 2019    | 7 Ottobre 2019       |
| 10 | Hair Patrol        | 19 aprile 2019    | 7 Ottobre 2019       |
| 11 | Frances Patrol     | 26 aprile 2019    | 7 Ottobre 2019       |
| 12 | Cyborg Patrol      | 3 maggio 2019     | 7 Ottobre 2019       |
| 13 | Flex Patrol        | 10 maggio 2019    | 7 Ottobre 2019       |
| 14 | Penultimate Patrol | 17 maggio 2019    | 7 Ottobre 2019       |
| 15 | Ezekiel Patrol     | 24 maggio 2019    | 7 Ottobre 2019       |

## Pilot
- Diretto da: Glen Winter
- Scritto da: Jeremy Carver

### Trama
Nel 1948, in Paraguay, un criminale di infimo livello di nome Mr.Morden si incontra con l'ex scienziato nazista Heinrich Von Fuchs, pagandolo una considerevole somma di denaro per trasformarlo in un metaumano. Durante l'esperimento, però, qualcosa va storto, e Morden viene letteralmente scomposto, ma sembra in qualche modo sopravvivere, in quanto è lui la voce narrante della serie. Nel 1988, in Florida, Cliff Steele, pilota della NASCAR con una situazione familiare disastrosa, all'apparenza muore in un incidente durante una gara. Inspiegabilmente si risveglia dopo sette anni, scoprendo che il dottor Niles Caulder, detto "Il Capo", ha trasferito il suo cervello all'interno di un corpo robotico. Durante la sua degenza e terapia per recuperare abilità motorie con il suo nuovo corpo, Cliff fa la conoscenza di Rita Farr, un'attrice degli anni '50 esposta a una tossina durante le riprese di un film, che l'ha trasformata in un essere malleabile e gommoso, e Larry Trainor, ex-pilota collaudatore dell'Air Force degli Stati Uniti che è stato esposto ad un'energia negativa nei primi anni '60, che lo ha sfigurato e ha generato uno spirito fatto della sua medesima energia che vive dentro di lui. Nel mentre, Cliff ricorda che non morì durante la gara come credeva, ma morì la sera stessa, quando, dopo aver vinto la gara e aver discusso con la moglie, stava cercando di ricucire i rapporti con lei e la figlia, ma che per un momento di distrazione ebbe il fatale incidente. Dopo un'iniziale rabbia, egli capisce che non può tornare nella vita della figlia, l'unica sopravvissuta all'incidente, e passa per più di trent'anni la sua vita a Villa Doom (la casa del Capo) assieme al gruppo, fino a che non fa la conoscenza di Crazy Jane, una ragazza con un disturbo dissociativo dell'identità, avente 64 personalità, ciascuna con un superpotere. Approfittando di una delle assenze del Capo, Jane convince gli altri ad andare nella vicina città di Cloverton, nell'Ohio. Qui Cliff cerca di simpatizzare con Jane, ma Hammerhead (una delle sue personalità, nonché la più aggressiva e sboccata) non sembra gradire, inoltre Rita si arrabbia a seguito delle dicerie sulla sua scomparsa e diventa elastica involontariamente, scatenando il caos finché Cliff non la ferma. Caulder, rientrato dal viaggio, scopre la loro fuga e li spinge a fuggire con lui, poiché le loro azioni attireranno i nemici da cui si è nascosto. Lui, Jane, Rita e Larry se ne vanno, ma tornano per aiutare Cliff a proteggere Cloverton. Caulder, lasciato temporaneamente da solo, viene affrontato da Morden, che apre un vortice di fronte alla squadra.

## Donkey Patrol
- Diretto da: Dermott Downs
- Scritto da: Neil Reynolds e Shoshana Sachi

### Trama
Morden, che ora si fa chiamare Mr. Nessuno, trascina il Capo nel portale, assieme a Jane e la città di Cloverton, senza che il resto del gruppo possa far nulla. Di fronte a questa desolazione Rita, rendendosi conto della futilità di provare a vivere nel mondo normale, si ritira nel maniero per attendere il ritorno di Caulder. Larry cerca di lasciare la città, ma l'energia negativa che sta dentro di lui non gli permette di farlo. A Villa Doom però arriva un ospite: Vic Stone, alias Cyborg, un ragazzo metà-macchina ed eroe di Detroit, supportato dal padre Silas ed amico di Caulder. Egli, dopo aver saputo della scomparsa della cittadina, si è recato lì per investigare. Nel mentre l'asino di Morden (lo stesso che era apparso nella puntata precedente e che era segno dell'arrivo dello stesso) vomita Jane, che viene portata subito a Villa Doom, ma parlarle è impossibile, visto che le sue personalità si stanno alternando per il controllo. Una di queste, Baby Doll, una personalità infantile e che trova tutto quanto "carino" e "adorabile", viene interrogata da Vic. Intanto Cliff scopre attraverso le cassette con cui Caulder registrava le sedute dei suoi pazienti, che se si trova sotto stress può attaccare spietatamente, cosa che accade subito dopo. Visto che la chiave di tutto sembra essere l'asino, Rita accetta a malincuore di introdursi dalla bocca della bestia per trovare qualcosa, ma viene risucchiata assieme a Vic e Larry. In una dimensione alternativa, i tre vengono torturati da Mr.Nessuno con visioni del loro passato. Victor scopre di essere il responsabile della morte della madre nell'incidente che ha costretto il padre a renderlo così. Larry rivive l'esperienza dell'incidente e la sua relazione clandestina con John Bowners, rivelandosi omosessuale, ma sarà proprio lo spirito negativo a liberare tutti, distruggendo l'asino e riportando Cloverton al suo posto. La sfida con Mr.Nessuno però è appena iniziata e Vic, quando il padre Silas gli chiede di tornare a casa, rifiuta e decide di unirsi alla squadra per cercare Caulder.

## Puppet Patrol
- Diretto da: Rachel Talalay
- Scritto da: Tamara Becher-Wilkinson e Tom Farrell

### Trama
Victor guida gli altri in una gita in Paraguay, sperando che ciò che vi è accaduto nel 1948 li possa aiutare a trovare Caulder. Nel tentativo di ottenere un certo controllo sull'energia negativa, Larry ricorda il suo allontanamento dalla moglie e dall'amante John Bowers dopo il suo incidente. La squadra scopre che Caulder era presente quando Von Fuchs trasformò Morden in Mr. Nessuno, e che Von Fuchs è ancora vivo, solo per essere ucciso da una delle personalità di Jane. Ritornano a Villa Doom con un jet fornito da Silas. A Fuchtopia, un uomo chiamato Steve subisce la procedura di potenziamento di Von Fuchs e si trasforma in un metaumano.
- Altri interpreti: Julian Richings (Heinrich Von Fuchs), Alec Mapa (Steve Larson / Animal-Vegetable-Mineral Man)

## Cult Patrol
- Diretto da: Stefan Pleszczynski
- Scritto da: Marcus Dalzine e Chris Dingess

### Trama
Il detective dell'occulto Willoughby Kipling arriva a Villa Doom in cerca dell'aiuto di Caulder per impedire la fine del mondo, solo per trovarlo scomparso. Quindi convince invece la squadra ad aiutarlo. Guidati da Kipling, rapiscono un ragazzo tatuato di 18 anni di nome Elliott, che è la chiave del tentativo del Culto del Libro non scritto di convocare il Decreatore, un'entità interdimensionale che distruggerà il mondo. Kipling manda Cliff e Jane da un prete, le cui stimmate sono una porta d'accesso alla città perduta di Nurnheim, ma prima che Jane possa cucire le ferite, lei e Cliff vengono risucchiati dal portale e catturati. La grande sacerdotessa di Nurnheim manda degli assassini ultraterreni per recuperare Elliott e Vic, Larry, Kipling e Rita non sono in grado di fermarli. Il culto inizia il rituale e un gigantesco occhio luminoso appare nel cielo.
- Altri interpreti: Mark Sheppard (Willoughby Kipling); Lilli Birdsell (Arconte Madre), Michael Scialabba (Arconte Padre), Ted Sutherland (Elliot Patterson), Chantelle Barry (Baphomet)

## Paw Patrol
- Diretto da: Larry Teng
- Scritto da: Shoshana Sachi

### Trama
Mr. Nessuno libera Caulder dalla prigionia in modo che i due possano lavorare insieme per fermare il Decreatore. Mr. Nessuno si reca nel 1977 e usa una delle personalità di Jane, il Dr. Harrison (il cui potere è la persuasione), per creare un Culto del Libro Riscritto, che creerà una controparte di Elliott che può opporsi al Decreatore. Nel presente, Cliff e l'attuale Jane fuggono da Nurnheim con le istruzioni lasciate dal Dr. Harrison. Nel frattempo, Caulder, Kipling, Vic e Larry trovano la controparte di Elliott, un cane, che Kipling usa per evocare il Ricreatore, che riporta indietro tutto ciò che prima era stato disintegrato dal Decreatore. Poco prima che Caulder se ne vada, Mr. Nessuno congela il tempo e fa sì che il braccio cannone di Vic si autodistrugga. Nel passato, Caulder salva Jane da un istituto mentale in cui è stata torturata e promette di tenerla al sicuro. All'insaputa di Caulder, Mr. Nessuno dice a Jane di trovare la Doom Patrol.

## Doom Patrol Patrol
- Diretto da: Christopher Manley
- Scritto da: Tamara Becher-Wilkinson

### Trama
Il padre di Victor, Silas, arriva per ripararlo. L'indagine di Jane conduce lei, Larry e Rita ad una vecchia squadra di supereroi chiamata Doom Patrol composta da Steve Dayton / Mento, un milionario con poteri psichici, frequentato da Rita nel 1955; Arani, una donna con il controllo elementale di fuoco e ghiaccio che afferma di essere la moglie di Caulder; Rhea, una donna con capacità elettromagnetiche; e Joshua Clay, un uomo che spara raggi di energia cinetica. L'attuale squadra apprende che Caulder aveva assemblato e guidato l'originale Doom Patrol, ma si erano sciolti dopo essere stati sconfitti da Mr. Nessuno. Steve, Arani e Rhea si rivelano anche essere vecchi e malati di mente, con Joshua come loro custode. Uno Steve guarito proietta un'illusione, dove lui è giovane e dirige una scuola per bambini superpotenti. Sottopone Jane, Larry e Rita a delusioni di loro eventi dolorosi del passato prima che Rita riesca a calmarlo. Nel frattempo, di nuovo a Villa Doom, Vic nell'account della figlia di Cliff sui social media dopo che Cliff ha scoperto essere sopravvissuta all'incidente che ha distrutto il suo corpo e ucciso sua moglie.

## Therapy Patrol
- Diretto da: Rob Hardy
- Scritto da: Neil Reynolds

### Trama
La squadra lotta con i propri demoni personali. Rita fatica a capire la sua vera identità. Lo spirito di energia di Larry lo costringe a rivisitare la sua relazione con John. Vic scopre che gli appuntamenti online sono difficili per Cyborg. Jane fatica a connettersi con le sue personalità. Cliff si scontra con il padre adottivo di sua figlia, Bump, solo per realizzare che lo scenario è un'allucinazione. Cliff decide che alla squadra serve una sessione di terapia di gruppo, e iniziano a condividere a malincuore a turno: Rita sta avendo una crisi d'identità, Larry è solo e si lamenta per aver allontanato John dopo l'incidente, e Vic incolpa se stesso della morte di sua madre. Cliff e Jane si feriscono a vicenda i propri sentimenti, e Cliff ha un collasso causato dall'ammiraglio Whiskers, un topo convinto da Mr. Nessuno a cercare vendetta contro la squadra, che ha causato la morte di sua madre.
- Nella scena finale, in cui vediamo l'ammiraglio Whskers entrare nel corpo di Cliff dal buco che ha sul braccio, contiene una citazione del film fantasy La storia fantastica (The Princess Bride, 1987). L'ammiraglio Whiskers pronuncia infatti la frase "My name is Admiral Whiskers, you killed my mother, prepare for my revenge.", parafrasando la celebre frase pronunciata da Inigo Montoya nel film del 1987: "My name is Inigo Montoya. You killed my father. Prepare to die." (lett. "Mi nombre es Inigo Montoya. Tu hai ucciso mi padre. Preparate a morir!").[4]

## Danny Patrol
- Diretto da: Dermott Downs
- Scritto da: Tom Farrell

### Trama
Cliif e Rita cercano Jane, che è sotto il controllo di Karen, una personalità vivace ma instabile con il potere di far sì che le persone la amino. Nella loro ricerca di Caulder, Larry e Vic s'imbattono in una strada di teletrasporto senziente, genderqueer, chiamata Danny, che è perseguitata dal Bureau of Normalcy. Larry ricorda la sua esperienza con l'Bureau, che fece degli esperimenti su di lui nei primi anni'60 dopo il suo incidente e gli fece vedere per la prima volta lo spirito di energia negativa. L'ex agente dell'Bureau Morris Wilson è diventato una drag queen di nome Maura Lee Karupt che aiuta Danny a mantenere l'atmosfera di festa. Si confronta con il suo ex compagno, l'agente Darren Johnson, per fermare la persecuzione dell'Bureau nei confronti di Danny. Jane e Karen combattono per il controllo della sua mente, ma presto Jane scappa, lasciando se stessa catatonica, mentre la sua coscienza viene trascinata nel Sottosuolo.
- Altri interpreti: Alan Mingo Jr. (Morris Wilson / Maura Lee Karupt)

## Jane Patrol
- Diretto da: Harry Jierjian
- Scritto da: Marcus Dalzine

### Trama
Una Jane catatonica si confronta con le sue molte altre personalità nel Sottosuolo, che vogliono che ritorni in ordine e riprenda ad essere la personalità dominante. Con l'aiuto di Driver 8, Jane sceglie di rimanere catatonica e cerca di capire cosa c'è di sbagliato in lei. Tornando a Villa Doom, la squadra discute su come aiutare Jane fino a quando lo spirito negativo di Larry manda la coscienza di Cliff nel Sottosuolo. Presto viene catturato da due personalità aggressive di Jane, Hammerhead e Driller Bill, e rinchiuso in una cella accanto a Karen. Viene lasciata andare e Penny Farthing guida Cliff attraverso i ricordi di Jane. Cliff e Jane affrontano la sua più grande paura, che si rivela essere il padre violento di Jane, che appare come un mostro gigante fatto di pezzi di un puzzle. La rabbia catartica di Jane lo distrugge e lei e Cliff lasciano il Sottosuolo. Jane si risveglia a Villa Doom.

## Hair Patrol
- Diretto da: Salli Richardson-Whitfield
- Scritto da: Eric Dietel

### Trama
Il Bureau of Normalcy incarica il Predatore di Barbe di localizzare Caulder. Nel 1913, Caulder e il suo partner Alistair stanno indagando su una strana creatura per l'Bureau of Oddities. Alistair sembra essere ucciso dai lupi. Caulder si rompe una gamba mentre fugge e viene salvato da una donna primitiva di nome Slava. Caulder s'innamora di lei e scopre che è immortale e controlla la creatura. Caulder rimane con Slava per anni, ma Alistair riappare e dice che il Bureau of Oddities è ora Bureau of Normalcy, con la nuova missione di uccidere tutte le stranezze che trovano, inclusa Slava. Caulder uccide Alistair per salvare Slava e torna al Bureau, affermando che non esiste. Nel presente, Mr. Nessuno offre a Caulder la possibilità di salvare la squadra e di essere rilasciato se rivela la posizione di Slava, ma Caulder rifiuta categoricamente. Il Cacciatore di Barbe s'infiltra a Villa Doom e mangia parte dei peli del viso di Caulder dallo scarico del lavandino come mezzo per rintracciarlo. Vic e Rita lo trovano e lo interrogano, ma è in grado di liberarsi e sopraffare Vic. Più tardi il Cacciatore di Barbe rintraccia un'effigie di Caulder, e la creatura di Slava appare e lo attacca.
- Altri interpreti:  Tommy Snider (Ernest Franklin / Il Predatore di Barbe)

## Frances Patrol
- Diretto da: Wayne Hip
- Scritto da: April Fitzsimmons

### Trama
La squadra affronta i propri difetti. Jane si lamenta di non essere in grado di salvare Caulder. Cliff, accompagnato da Rita, arriva al funerale di Bump per riconnettersi con sua figlia Clara. Lì, Cliff capisce quanto Bump sia stato importante per sua figlia mentre era via e decide di affermare il suo amore recuperando un orologio, apprezzato da Clara, da Frances, il massiccio alligatore che ha ucciso Bump. Larry e John rivisitano la loro relazione amorosa attraverso uno scenario da sogno condiviso, mentre lo spirito negativo spinge Larry a riconciliarsi con un John anziano nel mondo reale. Vic è preoccupato per il sistema operativo cibernetico Grid sul quale sembra perdere il controllo mentre il sistema cibernetico si sta espandendo lentamente in tutto il suo corpo. Seguendo l'indizio lasciatosi precedentemente alle spalle e dato loro da Danny LaStrada, Vic e Jane inseguono un uomo chiamato "l'Eroe della Spiaggia", il cui vero nome è Flex Mentallo. Vic viene catturato dal Bureau of Normalcy durante la ricerca.

## Cyborg Patrol
- Diretto da: Carol Banker
- Scritto da: Robert Berens e Shoshana Sachi

### Trama
Silas arriva alla ricerca di un Vic scomparso, che la squadra si rende conto presto che è stato catturato dal Bureau of Normalcy. Capendo che Vic è tenuto intrappolato nella Fattoria della Formica, Silas escogita un piano per salvarlo e chiede aiuto agli altri. Presso la struttura, Vic viene torturato e Grid si riavvia due volte, disorientandolo ulteriormente. Silas e il team s'infiltrano nella Fattoria della Formica con Jane e Larry travestiti da agenti dell'Bureau che portano Cliff come prigioniero. Darren e la sua squadra circondano e sottomettono la squadra con armi specializzate, Silas li ha informati in cambio di poter vedere suo figlio. Vic è furioso per ciò che Silas ha fatto, ma il "tradimento" di Silas fa parte del piano di salvataggio. Rita, che si è nascosta nella sua forma elastica all'interno di Cliff, lo libera e poi Larry si libera. Karen emerge in Jane e usa il suo potere per scappare prima che Jane riemerga. Liberano tutti gli altri prigionieri dell'Bureau, creando abbastanza caos per fuggire. Silas ed un confuso Vic discutono e Vic picchia suo padre insensatamente. Mr. Nessuno appare, avendo orchestrato i riavvii di Grid, e schernisce Vic per aver appena ucciso suo padre.

## Flex Patrol
- Diretto da: T.J. Scott
- Scritto da: Tom Farrell e Tamara Becher-Wilkinson

### Trama
La squadra ritorna a casa con Flex Mentallo, che soffre di perdita di memoria. Silas è vivo, ma in condizioni critiche. Nel 1964, Flex viene catturato dal Bureau of Normalcy. Larry ha la possibilità di aiutarlo a fuggire, ma ha troppa paura delle conseguenze. Flex viene continuamente torturato, ma resiste alla collaborazione, fino a quando l'Bureau non lo minaccia di ferire sua moglie. Nel presente, Cliff, Jane e Larry provano a ripristinare i ricordi e le abilità di Flex, decidendo infine di riunire Flex con sua moglie. Quando Dolores si disintegra di fronte a lui durante il loro incontro, Flex scatena i suoi poteri nella sua agonia, causando un'interruzione elettrica su vasta scala. Rita si occupa della sua colpa per il suicidio di una giovane attrice, che aveva concepito un bambino insieme ad un produttore cinematografico dopo che Rita aveva organizzato il loro incontro, ed è stato lasciato solo ad occuparsene. Con il supporto di Rita, Cyborg decide di reinstallare Grid, rimanere con suo padre ferito e lasciare la squadra. Larry decide di dare una nuova possibilità di vita allo spirito negativo e lo libera, ma viene lasciato lentamente morire nel processo. Lo spirito negativo, tuttavia, ritorna da Larry. Mr. Nessuno riconosce che la squadra è pronta ad affrontarlo.

## Penultimate Patrol
- Diretto da: Rebecca Rodriguez
- Scritto da: Chris Dingess

### Trama
Nel 1946, la ragazza di Morden, Millie, lo lascia dopo che è stato licenziato dalla Confraternita del Male, definendolo un nessuno. Nel presente, la ricerca della squadra del Cacciatore di Barbe li porta da Danny LaStrada. Sebbene abbia paura di Mr. Nessuno, Danny rivela che Caulder è tenuto in una dimensione chiamata "lo Spazio Bianco". Vic si scusa ad un Silas ricoverato per il suo attacco, ma Silas confessa di aver modificato i ricordi di Vic del suo incidente. Anche la madre di Vic sopravvisse all'esplosione, ma Silas poteva salvare solo uno di loro e scelse Vic. Flex trasporta la squadra nello Spazio Bianco, dove ognuno si ritrova a vivere il giorno in cui si verificano le rispettive tragedie. Mr. Nessuno si offre di lasciarli vivere in modo diverso le loro vite se rinunciano alla ricerca di Caulder. Si rifiutano e Vic si presenta e atomizza il cattivo. Un anno dopo, la squadra è diventata la nuova Doom Patrol, ma sono catturati in un ciclo temporale in cui continuano a morire. Mr. Nessuno rivela che si tratta di un'illusione e che sono ancora tutti nello Spazio Bianco. Costringe Caulder a rivelare il segreto che Caulder è responsabile degli eventi che hanno dato a ciascuno di loro i propri poteri.

## Ezekiel Patrol
- Diretto da: Dermott Downs
- Scritto da: Tamara Becher-Wilkinson, Jeremy Carver e Shoshana Sachi

### Trama
Mr.Nessuno costringe Caulder a raccontare gli eventi che hanno portato alla creazione dei membri della Doom Patrol e il tributo che The Chief ha dovuto pagare personalmente per ciascuno. La squadra, sconvolta, si separa e tenta, con scarso successo, di integrarsi nella società, ma, dopo un anno, viene convocata a Villa Doom da Danny, che è stato rapito e imprigionato in un dipinto da Mr. Nessuno. Caulder rivela perché ha operato, stravolgendole, nelle vite dei membri della squadra: stava cercando disperatamente i mezzi per prolungare quanto più possibile la propria vita in modo da poter proteggere sua figlia dotata di poteri meta umani ma problematica.
E rivela di averla nascosta in un negozio nel mondo di Danny, che l'aveva tenuta al riparo da Mr.Nessuno,  fino al tradimento del Cacciatore di Barbe. 
La squadra, finalmente convinta, entra nel dipinto per salvare la figlia di Caulder e Danny, ma deve affrontare le versioni giganti dello scarafaggio Ezechiele e del ratto Ammiraglio Whiskers. Le due creature hanno costretto Mr. Nessuno ad uscire e si scatenano. La squadra esegue il piano di Vic: Rita convince Mr. Nessuno a continuare la narrazione, esercitando il suo controllo su Ezechiele e Whiskers, e la squadra si lascia divorare da Ezechiele. Larry scatena un'esplosione nucleare, uccidendo Whiskers, intrappolando nel dipinto Mr. Nessuno e il Cacciatore di Barbe e riducendo Danny da una strada ad un singolo mattone, mentre tutti gli altri sono stati protetti dall'essere dentro Ezechiele. Tornati a Villa Doom, Vic può aprire dall'interno l'addome di Ezechiele dal quale esce tutta la squadra, compresa la figlia di Caulder, Dorothy Spinner, anche se hanno tutti dimensioni microscopiche.